# Contemporary Hit Radio
Contemporary Hit Radio (englisch contemporary ‚zeitgemäß‘, ‚zeitgenössisch‘ oder auch ‚von heute‘), kurz CHR, ist ein Radioformat, das sich mit aktueller Musik aus den Musikcharts an die Kernzielgruppe der 14- bis 29-Jährigen richtet.

## Programm
Der Begriff CHR wurde in den frühen 1980er Jahren vom Magazin Radio & Records in den Vereinigten Staaten geprägt und ordnete die bis dato sogenannten Top-40-Radiostationen ein, die ein Format aller musikalischen Genres spielten.
Ziel ist es, der jungen Zielgruppe ein maximales Gefühl von Aktualität und Trendsetting zu vermitteln. Die Rotation besteht aus relativ wenigen Hits, die sich gerade am besten verkaufen. Über kurze Zeit werden Titel häufig wiederholt („Hot Rotation“). Das Programm ist stark an Promotion orientiert. So finden zahlreiche Außenaktionen mit aktiver Hörerbeteiligung statt. Moderiert wird meist „schrill“ und über Musikbetten. 
Nachrichten werden auf erweiterte Schlagzeilen reduziert und dem Tempo des Formats angepasst präsentiert. Der Wortanteil ist gering, Information und Nachrichten sind zweitrangig. Im deutschen privaten Hörfunk bildet das Format meist die Grundlage für junge Lokalradios in den Metropolen und im öffentlich-rechtlichen Rundfunk für sogenannte Jugendradios. 
Eine Mischform ist das Dance-oriented CHR für die Kernzielgruppe von 14 bis 24 Jahren mit aktuellen Titeln, die in Diskotheken aufgelegt werden, und die mit Trendmusik wie Techno, Dance, Hip-Hop vor allem Hörer unter 20 Jahren erreicht.

## Subkategorien
Es gibt verschiedene Untergruppen von CHR. Alleinstehend bezieht sich der Begriff CHR meistens auf das Format CHR/Pop.
- CHR/Dance
- CHR/Urban (auch CHR/Rhythmic)
- Adult CHR
- CHR/Pop (auch Mainstream CHR)
- CHR/Rock